# Preures
Preures é uma comuna francesa na região administrativa de Altos da França, no departamento de Pas-de-Calais. Estende-se por uma área de 15,87 km². Em 2010 a comuna tinha 619 habitantes (densidade: 39 hab./km²).